# Majid bin Sa'id di Zanzibar
Sayyid Mājid bin Saʿīd Āl Bū Saʿīd (Unguja, 1834 – Unguja, 7 ottobre 1870) è stato il primo sultano di Zanzibar, figlio di Saʿīd bin Sulṭān della dinastia omanita degli Āl bū Saʿīd.
Viene talvolta indicato come il fondatore di Dar es Salaam. Governò dal 19 ottobre 1856 al 7 ottobre 1870.

## Biografia
Mājid divenne sultano di Zanzibar e dell'Oman alla morte di suo padre, ma la sua ascesa al potere fu contestata dal fratello maggiore Turkī bin Saʿīd Āl bū Saʿīd. Con l'intermediazione britannica, la contesa venne risolta con la spartizione del sultanato fra i due fratelli: Turkī bin Saʿīd divenne sultano dell'ʿOman, e a Mājid andarono Zanzibar e i possedimenti sulla costa dell'Africa orientale.
Nel 1866, per motivi non noti, Mājid decise di trasferire la propria corte e la capitale dei suoi possedimenti da Zanzibar al continente. Scelse di stabilirsi nella zona dove sorgeva il villaggio di Mzizima, che Mājid ribattezzò Dar al-Salam ("Casa della pace"). Sotto il suo regno, il villaggio si trasformò rapidamente in una città.
Durante il regno di Mājid la tratta degli schiavi acquisì un ruolo di primaria importanza nell'economia di Zanzibar, riprendendo l'antica tradizione risalente all'età abbaside di commercio di uomini, chiamati zanj (Zanzibar è l'adattamento dell'originale persiano Zenj-i bar, lett. "Terra dei neri", dal momento che dalle sue coste partivano navi dei negrieri musulmani, destinate a inoltrare schiavi africani nei vari mercati del califfato). Tra l'altro, fu Mājid a concedere l'uso dell'isola di Changuu (oggi nota come "Prison Island", "isola prigione") come luogo di detenzione per gli schiavi ribelli
Mājid ebbe una figlia, Sayyida Khanfora bint Mājid, che sposò suo cugino, Hammūd bin Mohammed.